# Leaina

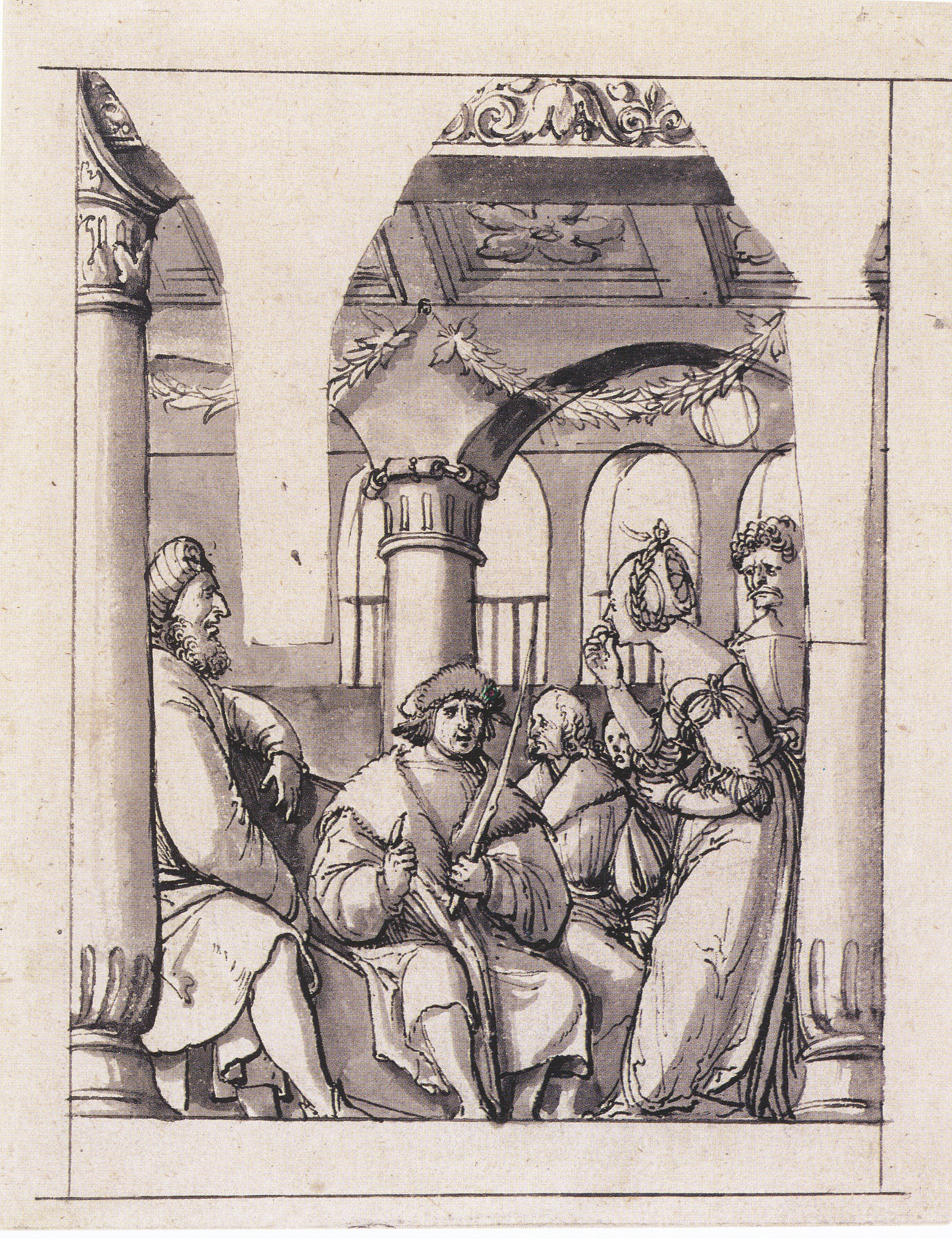
Leaina vor ihren Richtern. Zeichnung von Hans Holbein dem Jüngeren (ca. 1517–1519)

Leaina (griech. Löwin) war eine athenische Hetäre.
Sie war in die Verschwörung des Harmodios und des Aristogeiton verwickelt, jedenfalls vermutete der Tyrann Hippias das, da sie die Geliebte des Aristogeiton war. Er nahm sie gefangen und folterte sie, sie schwieg jedoch beharrlich. Tertullian (Serm. ad Martyres) berichtet, sie habe, um nichts verraten zu können, sich die Zunge abgebissen. Um ihren Mut zu ehren, sollen die Athener dem Bildnis der Tyrannenmörder die Plastik einer Löwin ohne Zunge beigesellt haben.